# Philodendron appunii
Philodendron appunii är en kallaväxtart som beskrevs av George Sydney Bunting. Philodendron appunii ingår i släktet Philodendron och familjen kallaväxter. Inga underarter finns listade.